# Mickelia oligarchica
Mickelia oligarchica är en träjonväxtart som först beskrevs av Bak., och fick sitt nu gällande namn av R. C. Moran, Labiak och Sundue. Mickelia oligarchica ingår i släktet Mickelia och familjen Dryopteridaceae. Inga underarter finns listade.